# Gynandriris
El género Gynandriris (lirio), es un género de las Iridáceas
- Gynandriris sisyrinchium (L.) Parl.